# Clavellodes rugosa
Clavellodes rugosa är en kräftdjursart som först beskrevs av Kröyer 1837.  Clavellodes rugosa ingår i släktet Clavellodes, och familjen Lernaeopodidae. Arten har ej påträffats i Sverige.